# Quendon
Quendon is een plaats in het Engelse graafschap Essex. In 1870-72 telde het dorp 165 inwoners. Quendon komt in het Domesday Book (1086) voor als 'Kuenadana'.